# Băleni-Sârbi, Dâmbovița
Băleni-Sârbi (sârbă Балени Сарби, Бален Срб) este un sat în comuna Băleni din județul Dâmbovița, Muntenia, România.
 Acest articol despre o localitate din județul Dâmbovița este deocamdată un ciot. Puteți ajuta Wikipedia prin completarea lui.